# جيري جونز (سياسي)
جيري جونز (بالإنجليزية: Gerry Jones)‏ هو سياسي أسترالي، ولد في 16 أغسطس 1932 في أستراليا، وتوفي في 21 أبريل 2017. حزبياً، نشط في حزب العمال الأسترالي. وقد انتخب عضو المجلس التشريعي ولاية كوينزلاند عن دائرة Electoral district of Everton ‏ (27 مايو 1972 – 7 ديسمبر 1974) وانتخب عضو مجلس الشيوخ الأسترالي ‏ عن دائرة كوينزلاند (1 يوليو 1981 – 30 يونيو 1996).